# Moradillo de Roa
Moradillo de Roa ist ein Ort und eine Gemeinde (municipio) mit 170 Einwohnern (Stand: 2024) im Süden der spanischen Provinz Burgos in der autonomen Region Kastilien-León.

## Lage und Klima
Moradillo de Roa liegt in der Iberischen Meseta in einer Höhe von ca. 920 m. Die Provinzhauptstadt Burgos befindet sich ca. 110 km nordnordöstlich. Das Klima ist gemäßigt bis warm; der eher spärliche Regen (ca. 530 mm/Jahr) fällt – mit Ausnahme der Sommermonate – übers Jahr verteilt.

## Bevölkerungsentwicklung
| Jahr      | 1970 | 1981 | 1991 | 2001 | 2011 | 2021 |
| Einwohner | 310  | 258  | 225  | 227  | 200  | 163  |

## Wirtschaft
Der Ort bildete vom Mittelalter bis in die erste Hälfte des 20. Jahrhunderts hinein das handwerkliche und merkantile Zentrum mehrerer Dörfer und Einzelgehöfte in der Umgebung. Heute ist – neben dem Weinbau im klassifizierten Weinbaugebiet Ribera del Duero – der Tourismus in Form der Vermietung von Ferienwohnungen die wichtigste Einnahmequelle der Gemeinde.

## Sehenswürdigkeiten
- Petruskirche (Iglesia de San Pedro Apóstol)
- Bodegas

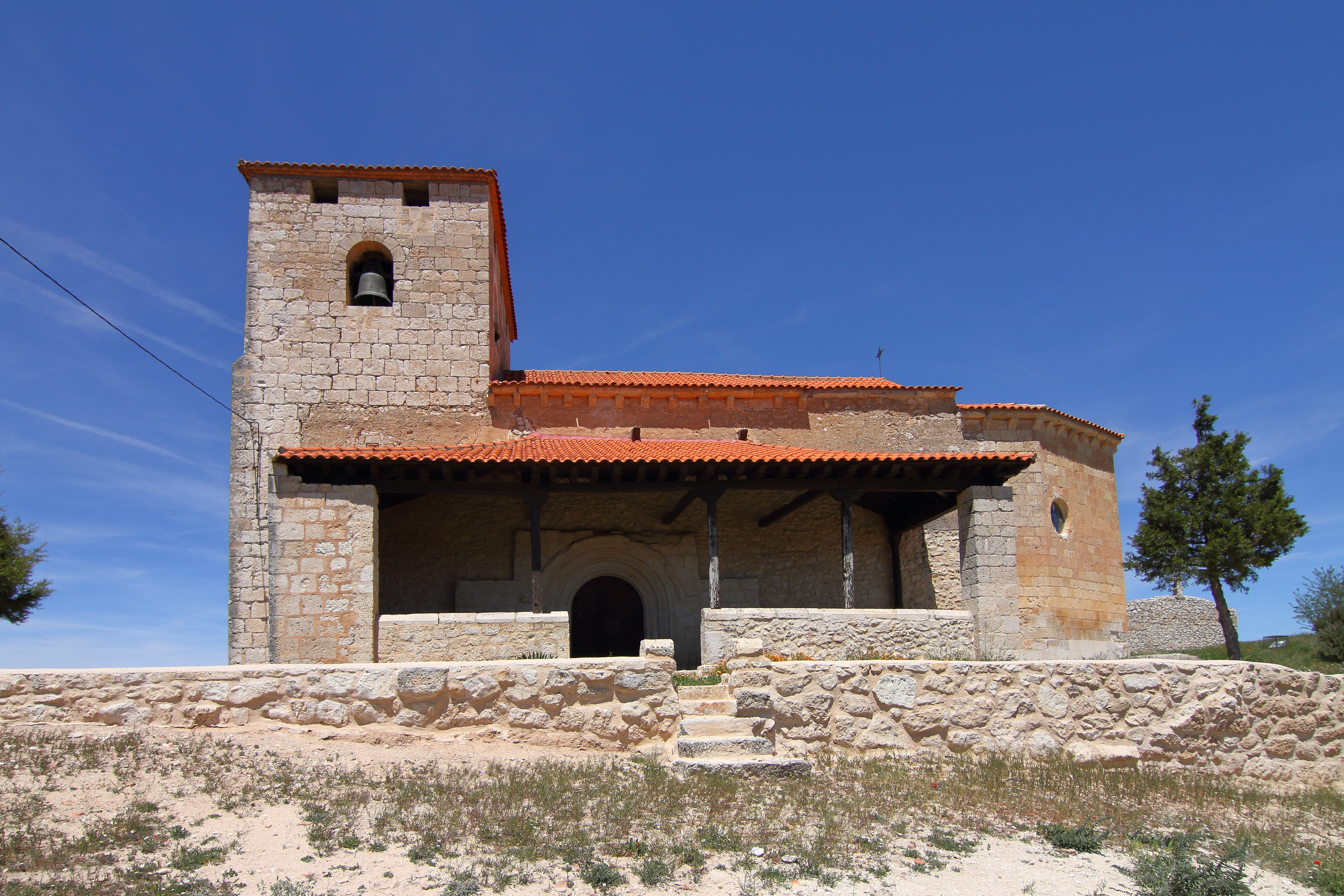
Petruskirche
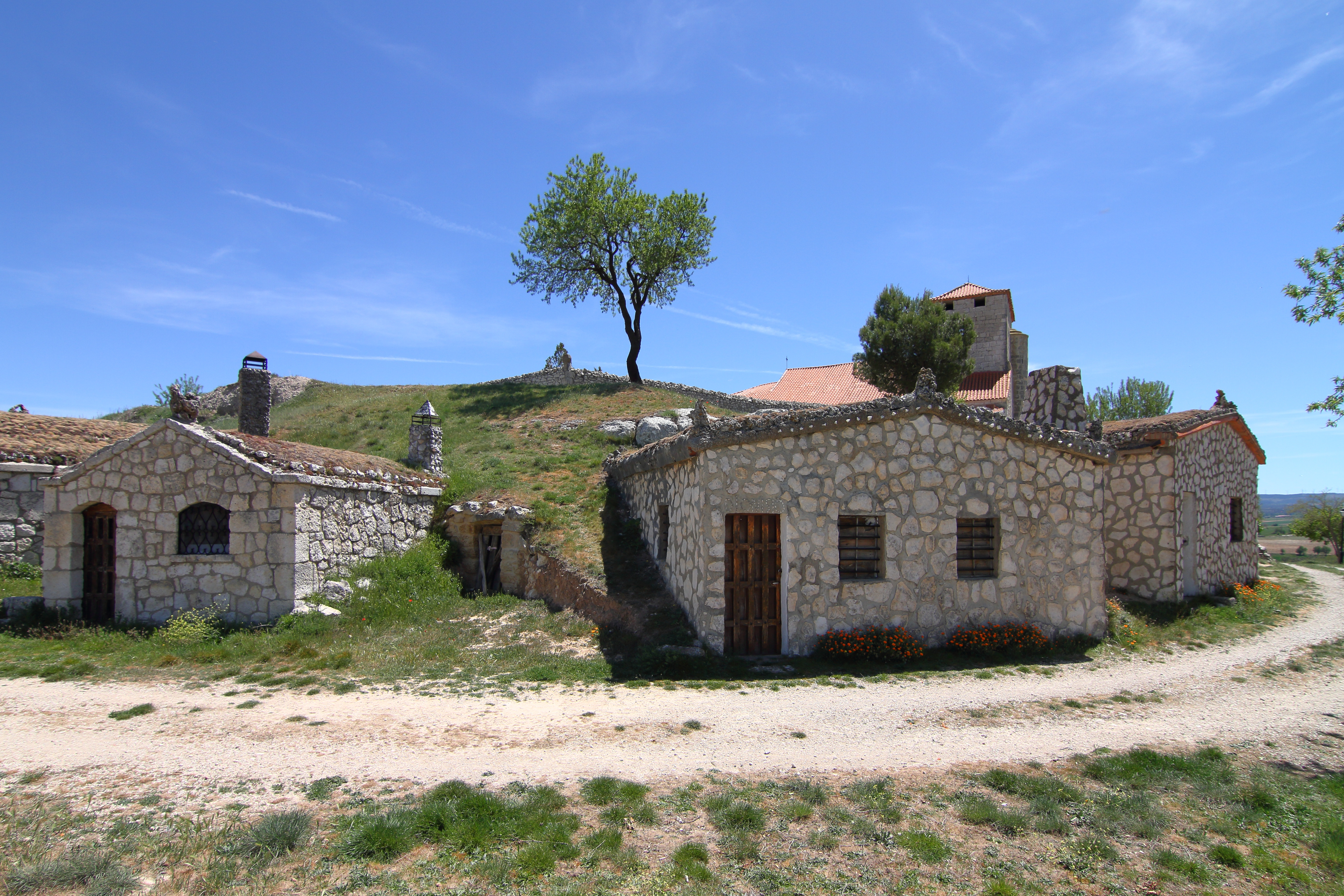
Bodegas